# Плейсървил (град, Калифорния)
Плейсървил (на английски: Placerville) е град, окръжен център в окръг Ел Дорадо, щата Калифорния, Съединените американски щати.
Има население от 10 936 жители (по приблизителна оценка от 2017 г.) и обща площ от 15 km². ЗИП кодовете му са 95667, а телефонният му код е 530.